# Knellendorf
Knellendorf (oberfränkisch: „Knellndoff“)  ist ein Gemeindeteil der Kreisstadt Kronach im Landkreis Kronach (Oberfranken, Bayern).

## Geographie
Das Dorf liegt an der Haßlach und am Geiersbächlein, das als rechter Zufluss in die Haßlach mündet, und am Birkacher Graben, der als linker Zufluss mündet. Eingerahmt wird Knellendorf vom Kienberg (476 m ü. NHN) im Nordwesten, vom Bierberg (446 m ü. NHN) im Osten und vom Tänngisberg (441 m ü. NHN) im Südwesten. Die Bundesstraße 85 führt nach Kronach (3,4 km südlich) und Gundelsdorf (1,6 km nördlich). Ein Anliegerweg führt nach Kathragrub (1,6 km westlich).
Im Ort steht eine Linde, die im Jahre 1648 als Friedenslinde auf kargem Kiesboden gepflanzt wurde. Sie ist als Naturdenkmal geschützt. 1951 wurde der Baum in der großen Gabelung ausgemauert. In den 1990er Jahren mussten die Hauptäste durch Stahlseile und Streben gesichert werden, da das Gehölz selbst bei mäßigem Wind verdächtig knarrte. Weitere Sicherungsmaßnahmen von professioneller Hand folgten. Seit mehreren Jahren findet das Lindenfest mit einem Gottesdienst vor dem Wahrzeichen statt.

## Geschichte
Es ist unklar, wann Knellendorf entstanden ist. 1348 wurde der Ort als „Knellenrod bey der Haßlach“ erstmals urkundlich erwähnt. 1388 wurde der Ort erwähnt, als das Kloster Langheim in Teuschnitz Grund an den Bamberger Bischof Lamprecht von Brunn verkaufte. Ab 1520 geht aus Unterlagen der Pfarrei Kronach der Name „Knellendorf“ hervor. Nach der Ortschronik entstand der Ortsname entweder aus Dorf des Knello oder er leitet sich von Nell (Hügel) ab.
Gegen Ende des 18. Jahrhunderts bestand Knellendorf aus 18 Anwesen. Das Hochgericht übte das bambergische Centamt Kronach aus. Die Dorf- und Gemeindeherrschaft hatte das Vogteiamt Kronach. Grundherren waren das Kastenamt Kronach (1 Gütlein, 2 halbe Gütlein, 4 Viertelgüter, 1 Haus, 1 Walkmühle), die Frühmessstiftung Kronach (6 Sölden, 1 Schneidmühle) und das Kollegiatstift St. Stephan (1 Zinshof, 1 Söldengütlein).
Knellendorf fiel durch den Reichsdeputationshauptschluss im Jahr 1803 an das Kurfürstentum Bayern. Mit dem Ersten Gemeindeedikt wurde Knellendorf dem 1808 gebildeten Steuerdistrikt Gundelsdorf zugewiesen. Infolge des Zweiten Gemeindeedikts (1818) entstand die Ruralgemeinde Knellendorf, zu der Bernsroth, Bierberg, Kathragrub, Krugsberg und Walkmühle gehörten. Sie war in Verwaltung und Gerichtsbarkeit dem Landgericht Kronach zugeordnet und in der Finanzverwaltung dem Rentamt Kronach (1919 in Finanzamt Kronach umbenannt). In der freiwilligen Gerichtsbarkeit unterstand ein Anwesen bis 1848 dem Patrimonialgericht Kaltenbrunn. Ab 1862 gehörte Knellendorf zum Bezirksamt Kronach (1939 in Landkreis Kronach umbenannt). Die Gerichtsbarkeit blieb beim Landgericht Kronach (1879 in das Amtsgericht Kronach umgewandelt). Die Gemeinde hatte eine Fläche von 6,278 km². Blumau und Stressenleithe wurden in der ersten Hälfte des 19. Jahrhunderts auf dem Gemeindegebiet gegründet.
Im Zuge der Gebietsreform in Bayern wurde die Gemeinde Knellendorf am 1. Juli 1971 nach Kronach eingegliedert.

### KZ-Außenlager Gundelsdorf
Im benachbarten Gundelsdorf existierte von Herbst 1944 bis zum Einmarsch amerikanischer Truppen im April 1945 ein Außenlager des Konzentrationslagers Flossenbürg. Bei den Häftlingen handelte es sich um 100 aus dem KZ Plaszow deportierte polnische Jüdinnen und bis zu 90 jüdische Männer unterschiedlicher Nationalität, die aus verschiedenen anderen Lagern dorthin gebracht wurden. Der Großteil wurde als Zwangsarbeitskräfte im Luftwaffennachschublager in Gundelsdorf eingesetzt, rund 20 der Frauen mussten in einer Knellendorfer Firma Militäruniformen nähen. Seit 2002 erinnert ein auf Initiative der Evangelischen Jugend errichteter Gedenkstein am parallel zur Bundesstraße 85 verlaufenden Rad- und Fußweg zwischen den beiden Orten an das Außenlager.

### Baudenkmäler

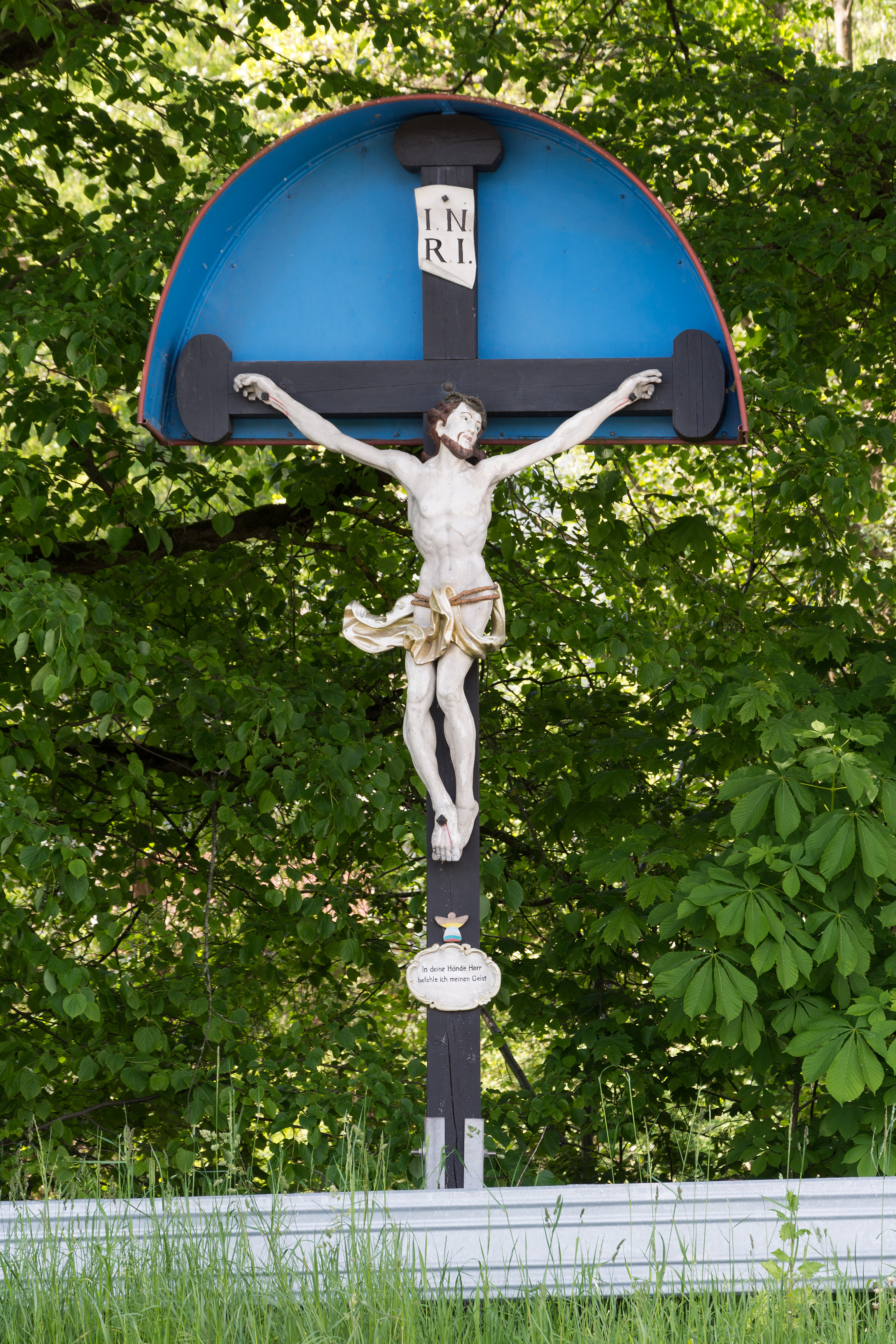
Wegkreuz südlich von Knellendorf

In Knellendorf gibt es 10 Baudenkmäler:
- Haus Nr. 11: ehemaliges Wohnstallhaus
- Haus Nr. 12: Wohnstallhaus
- Stockanger 17: Wohnstallhaus
- Wegkreuz
- Gedenkstein
- Kreuzwegstationen am Franziskanerweg
- Drei Bildstöcke, darunter der Bildstock an der Gundelsdorfer Straße
- Grenzsteine

Die folgenden Häuser listete Tilmann Breuer in dem Buch Landkreis Kronach von 1964 mit ihren ursprünglichen Hausnummern auch als Kunstdenkmäler auf. Sie werden in der Denkmalschutzliste nicht geführt, da sie entweder nicht aufgenommen, abgerissen oder stark verändert wurden.
- Haus Nr. 03: Eingeschossiger Wohnstallbau mit Satteldach, Wohnteil – bis auf die massive Hofseite – verschieferter Blockbau des 17./18. Jahrhunderts mit profilierten Balkenköpfen auf der Hofseite. Der Stallteil wurde erneuert.[10]
- Haus Nr. 10: Ehemals eingeschossiger Sandsteinquader mit zur Hälfte abgewalmten Mansarddach vom Anfang des 19. Jahrhunderts. Er besitzt Eckpilaster, an den Kapitellen Festons. Am Sturz der Haustür sind eine Maske und eine Ranke reliefiert. Der Giebel ist verschiefert. Ein Teil des Hauses wurde nachträglich in entstellender Weise mit zwei Geschossen ausgebaut.[10]

### Einwohnerentwicklung

#### Gemeinde Knellendorf
| Jahr      | 1818  | 1824   | 1840   | 1852   | 1855   | 1861   | 1867   | 1871   | 1875   | 1880   | 1885   | 1890   | 1895   | 1900   | 1905   | 1910   | 1919   | 1925   | 1933   | 1939   | 1946   | 1950   | 1952   | 1961  | 1970   |
| Einwohner | 180   | 247    | 208    | 187    | 204    | 186    | 207    | 230    | 212    | 229    | 227    | 218    | 216    | 241    | 237    | 228    | 220    | 238    | 239    | 233    | 312    | 327    | 320    | 330   | 441    |
| Häuser    | 25    |        |        |        |        |        |        | 29     |        |        | 35     | 35     |        | 34     |        |        |        | 35     |        |        |        | 43     |        | 58    |        |
| Quelle    | [ 6 ] | [ 12 ] | [ 13 ] | [ 13 ] | [ 13 ] | [ 14 ] | [ 15 ] | [ 16 ] | [ 17 ] | [ 18 ] | [ 19 ] | [ 20 ] | [ 13 ] | [ 21 ] | [ 13 ] | [ 22 ] | [ 13 ] | [ 23 ] | [ 13 ] | [ 13 ] | [ 13 ] | [ 24 ] | [ 13 ] | [ 1 ] | [ 25 ] |

#### Ort Knellendorf
| Jahr      | 001818 | 001824 | 001861 | 001871 | 001885 | 001900 | 001925 | 001950 | 001961 | 001970 | 001987 |
| Einwohner | 121    | 167    | 116    | 162    | 155    | 175    | 175    | 249    | 260    | 403    | 368    |
| Häuser    | 19     |        |        |        | 24     | 22     | 27     | 33     | 45     |        | 101    |
| Quelle    | [ 6 ]  | [ 12 ] | [ 14 ] | [ 16 ] | [ 19 ] | [ 21 ] | [ 23 ] | [ 24 ] | [ 1 ]  | [ 25 ] | [ 26 ] |

#### Einwohnerentwicklung im gesamten ehemaligen Gemeindegebiet
| Jahr      | 2005 | 2010 | 2011 | 2012 | 2013 | 2014 | 2015 | 2016 | 2017 | 2018 |
| Einwohner | 430  | 398  | 389  | 376  | 387  | 385  | 401  | 390  | 402  | 402  |

## Religion
Die Bewohner sind überwiegend römisch-katholisch und nach St. Johannes der Täufer in Kronach gepfarrt.

## Vereine
- Freiwillige Feuerwehr Knellendorf
- Sportverein Knellendorf 1980 e. V.(SVK)
- Junge Union Knellendorf
- Bulldogfreunde Knellendorf

## Regelmäßige Veranstaltungen
In Knellendorf organisieren Vereine und Dorfgemeinschaft regelmäßig folgende Veranstaltungen:
- Januar: „Knut-Fest“ (JU)
- Februar: Schlachtschüssel (SVK)
- März (2 Wochen vor Palmsonntag): „Hejfa-Toutla“; traditionelles „Tod-Austragen“ durch Kinder mit anschließendem „Backes-backen“ (Pfannkuchen-backen)
- Ostern: „Raschpeln“ (Kinder ziehen mit Holzraspeln/-ratschen während der „glockenlosen Zeit“ von Gründonnerstag bis Karsamstag durch das Dorf)
- April/Mai: Maibaum-Aufstellung (Knellendorfer Vereine)
- Pfingsten (zweijähriger Rhythmus): Bulldog-Treffen (Bulldogfreunde); 2017 im September als „Kartoffel-Fest“
- Juni: Johannisfeuer (Feuerwehr)
- Juli: Kirchweih (SVK)
- August: Lindenfest (JU)
- Oktober: Oktoberfest (SVK)
- November: Christbaum-Aufstellen (Feuerwehr)
- Dezember: Dorfweihnacht (Knellendorfer Vereine)